# Keii
Keii è un singolo del rapper portoricano Anuel AA, pubblicato il 7 febbraio 2020 come estratto dal secondo album in studio Emmanuel.

## Video musicale
Il video musicale, diretto da Spliff TV, è stato reso disponibile il 7 febbraio 2020 tramite il canale YouTube del rapper, in concomitanza con l'uscita del singolo. Il video raffigura Anuel AA vestito da Dracula.

## Tracce
1. Keii – 2:30

## Successo commerciale
Keii ha esordito alla 3ª posizione nella Hot Latin Songs statunitense nella sua prima settimana di pubblicazione, diventando il quattordicesimo ingresso del rapper in tale classifica. Simultaneamente ha debuttato alla 83ª posizione della Billboard Hot 100.

## Classifiche

### Classifiche settimanali
| Classifica (2020)     | Posizione massima |
| --------------------- | ----------------- |
| Argentina             | 33                |
| Colombia              | 11                |
| Repubblica Dominicana | 10                |
| Spagna                | 2                 |
| Stati Uniti           | 83                |

### Classifiche di fine anno
| Classifica (2020) | Posizione |
| ----------------- | --------- |
| Spagna            | 57        |